# Monster House
Monster House (Brasil: A Casa Monstro / Portugal: A Casa Fantasma) é um filme estadunidense de animação com captura de movimento, de 2006, dirigido por Gil Kenan, e seus produtores executivos são Robert Zemeckis e Steven Spielberg. A música do filme foi composta por Douglas Pipes, que já havia trabalhado em três curtas do diretor.

## Enredo
No dia 30 de outubro, uma garota está andando pela sua vizinhança com seu triciclo, quando o mesmo fica preso no gramado do Sr. Epaminondas, um senhor de idade muito arrogante e assustador, que, por algum motivo, não permite que ninguém pise no seu gramado. Ele sai da casa dele, ameaça a menina e toma seu triciclo. Ao passo que ela sai chorando, Sr. Epaminondas volta para sua casa e olha com raiva para D.J. Walters, um garoto de doze anos de idade que estava o espiando por um telescópio, pois o estranho senhor confisca tudo o que cai no seu quintal, o que intriga DJ.
Os pais de DJ saem da cidade para o fim de semana, deixando-o aos cuidados de Elizabeth, apelidada de Zee, uma babá que finge ser pedagógica mas na verdade trata DJ de um jeito sarcástico e rude. O melhor amigo de DJ, Charles, apelidado de "Bocão", perde sua bola de basquete no gramado de Epaminondas. Quando os amigos chegam pra pegar a bola, Epaminondas descobre e DJ acidentalmente chuta a grama de Epaminondas. DJ tenta se desculpar mas não funciona e é capturado por Epaminondas, que se enfurece com ele antes de aparentemente sofrer um ataque cardíaco e ser levado por uma ambulância ao hospital.
Zee chega para cuidar de DJ, e acaba com a graça, colocando uma musica punk e pedindo para o garoto ir para o quarto. Naquela noite, DJ recebeu telefonemas da casa de Epaminondas, sendo que não havia ninguém do outro lado. Ridicularizado por Magrão (o namorado bêbado de Elizabeth) e Zee, pede para os dois saírem de seu quarto. Logo depois  DJ vê a janela da casa de Epaminondas abrir sozinha. Desesperado, DJ liga para Bocão para se encontrarem na zona da construção. DJ, enquanto saía escondido, escuta Zee conversar com seu namorado Magrão. Magrão fala para a namorada sobre a perda de sua pipa no gramado de Epaminondas quando era mais jovem e que este supostamente comeu sua esposa. Mais tarde, Magrão, expulso da casa por Zee, joga sua garrafa de bebida longe e esta cai na grama da casa de Epaminondas e expressa sua raiva e tristeza pelo velho ter roubado sua pipa, chutando a grama. Magrão vê sua pipa brilhando na porta da casa do Sr. Epaminondas, e, caindo na armadilha, a pega, mas fica enrolado na pipa e é puxado para dentro.
DJ diz a Bocão que Epaminondas voltou como espírito, mas Bocão não acredita nas coisas estranhas que dizia seu amigo, e os dois saem para investigar. Bocão acha que é tudo uma piada e rasteja no gramado da casa. A garrafa, mais tarde jogada ali por Magrão, afunda na grama, enquanto Bocão entra na varanda e toca a campainha da casa, onde a casa se revela um demônio. DJ e o amigo fogem assustados.
Na manhã seguinte, uma garota chamada Jenny Bennett está vendendo doces do Dia das Bruxas. DJ e Bocão veem a garota indo para a casa de Epaminondas, e saem correndo para pegá-la antes que ela seja comida pela casa. Após isso DJ e Bocão se reúnem com Jenny para explicar a situação. Eles observam enquanto um cachorro urinar no gramado da casa e olham atônitos o cão ser engolido pela casa. Jenny chama a polícia, mas os policiais Landers e Lester não acreditam na história e proíbem o grupo de "vandalizarem" a casa novamente.
O trio vai procurar aconselhamento de Reginald Skulinski, apelidado de "Cabeça", que é reivindicado ser um especialista no sobrenatural. Eles sabem que a casa é um "Domus Mactabilis" (latim para "casa mortal"); um monstro raro criado quando uma alma humana se funde com uma estrutura feita pelo homem. A única maneira de matar a casa é destruir seu coração. Eles concluem que o coração deve ser a fornalha, como DJ percebe que a chaminé começou a funcionar desde que Epaminondas, supostamente morreu.
Então o trio forma um plano, e nisso Bocão fornece um boneco cheio de medicamentos para resfriado que deve fazer a casa dormir tempo suficiente para eles entrarem dentro dela e apagarem a fornalha. Landers e Lester frustram o seu plano e eles são presos quando Landers encontra os medicamentos roubados da farmácia do pai de Bocão dentro do boneco. Os policiais colocam o trio em sua viatura enquanto eles examinam a casa. A casa agarra Lester com a árvore, e Landers corre pra chamar reforços, mas é arrastado por um tapete "língua" e comido, e logo também Lester. As árvores agarram a viatura dos policiais e a levam até a "boca" da casa, para o azar de DJ, Bocão e Jenny, que estavam na viatura, mas por sorte conseguem escapar antes de serem mandados para o sistema de digestão da casa, e ficam presos dentro da casa.
A casa cai no sono, mas está vigiando a si mesma a cada rangido que ela ouve. Eles caem para o porão, e encontram uma coleção de brinquedos acumulados do gramado de Epaminondas, bem como uma porta da gaiola que se abre para um santuário contendo o corpo da esposa de Epaminondas, Constance "a giganta", envolta no cimento. A casa percebe que eles estão dentro dela e os ataca. DJ, Bocão e Jenny forçam a casa a vomita-los para fora, agarrando sua úvula (um lustre vermelho).
Ao sair da casa, Bocão e DJ discutem, e quando decidiram ir para casa, chega uma ambulância que bate de leve em DJ, e nesta ambulância estava o senhor Epaminondas, ainda vivo, para a surpresa de todos. Epaminondas então, descobre que o trio esteve dentro de sua casa, e acaba revelando que o espírito de Constance está dentro da casa, e que ele não comeu sua esposa como teorizou Magrão. Em vez disso, ele deu a ela alguns dos momentos mais felizes de sua vida. Quando jovem, Epaminondas conheceu Constance, que era um membro relutante de um show e uma aberração do circo que odiava crianças, e se apaixonou por ela, apesar de sua obesidade. Depois de ajudar a sua fuga, eles começaram a construir a casa. Num Dia das Bruxas, como as crianças atormentavam Constance devido ao seu tamanho, Constance tentou persegui-los com um machado, mas perdeu o equilíbrio e caiu para a morte com o cimento enterrando seu corpo, no porão em que eles estiveram. Epaminondas acabou de construir a casa depois da morte de Constance, sabendo que era o que ela queria. Consciente de que o espírito de Constance fez a casa ficar viva, Epaminondas tentou manter as pessoas longe, fingindo odiar crianças.
DJ diz a Epaminondas que é hora de deixar Constance ir, mas a casa ouve isso, e com raiva ela se solta do chão e persegue o grupo a um canteiro de obras. Epaminondas tenta distrair a casa para que ele possa jogar uma dinamite, apesar dos avisos da casa nas tentativas de comê-lo. Bocão luta com a casa com uma escavadeira e DJ e Jenny caem no barranco para dentro do canteiro. A casa cai no barranco, destruindo-se completamente, levando os heróis a comemorarem a vitória e em seguida ver a casa reconstruindo-se desfiguradamente. DJ pega a dinamite, ele e Jenny sobem até o topo de um guindaste. Bocão tenta afastar com a escavadeira mas a casa a devora e o persegue. DJ joga a dinamite na chaminé, agarra Bocão para longe segundos antes de destruir a casa. O trio vê Epaminondas com o fantasma de Constance e ela desaparece. DJ pede desculpas a Epaminondas pela perda de sua casa e esposa, mas ele dá graças a DJ e as crianças por libertar ele e Constance que ficaram presos por 45 anos. Naquela noite, as crianças em seus trajes de Halloween estão alinhados no local da casa de Epaminondas, onde DJ, Bocão e Jenny ajudam-no a devolver os brinquedos para seus proprietários. A mãe de Jenny pega-a e DJ e Bocão vão pedir doces, que anteriormente acharam que eram muito velhos para pedir. Aqueles que foram comidos pela casa emergem do porão. Magrão encontra Zee, que agora está namorando Cabeça e Landers e Lester saem para "confiscar" alguns dos doces do Halloween. Além disso o cão que foi capturado pela casa também emerge do porão, anda até a última jack da Lanterna acesa e urina dentro dela apagando a vela dentro da abóbora, terminando o filme.

## Dublagem
A dublagem brasileira foi realizada pela empresa carioca Delart.
| Personagem                                            | Dublagem (HB)    | Voz original      | Voz            |
| ----------------------------------------------------- | ---------------- | ----------------- | -------------- |
| D.J. Walters                                          | Gustavo Pereira  | Mitchel Musso     | André Raimundo |
| Charles "Chowder" Maxwell (Bocão)                     | Thiago Farias    | Sam Lerner        |                |
| Jenny Bennet                                          | Lina Mendes      | Spencer Locke     |                |
| Elizabeth "Zee" Pearson                               | Fernanda Baronne | Maggie Gyllenhaal |                |
| "Magrão"                                              | Paulo Vignolo    | Jason Lee         | Paulo Oom      |
| Epaminondas (Nebbecracker)                            | Waldir Fiori     | Steve Buscemi     |                |
| "Cabeça" (Skull), o Entregador de pizza               | Mauro Ramos      | Jon Heder         |                |
| Sr. Walters (pai de D.J.)                             | Élcio Romar      | Fred Willard      |                |
| Sr.ª Walters (mãe de D.J.)                            | Mariângela Cantú | Catherine O'Hara  | Isabel Ribas   |
| Policial Veterano Landers                             | Hamilton Ricardo | Kevin James       | Paulo Oom      |
| Policial Novato Lester                                | Manolo Rey       | Nick Cannon       | Rui Oliveira   |
| Constance (Dama Gorda / Sr.ª Montanha / Casa Monstro) | Ilka Pinheiro    | Kathleen Turner   |                |

## Personagens
| Personagem                                            | Tipo De Personagem |
| ----------------------------------------------------- | ------------------ |
| D.J. Walters                                          | Protagonista       |
| Bocão (Chowder)                                       | Co-Protagonista    |
| Jenny Bennet                                          | Co-Protagonista    |
| Elizabeth "Zee"                                       | Co-Antagonista     |
| "Magrão"                                              | Secundário         |
| Epaminondas (Nebbecracker)                            | Co-Protagonista    |
| "Cabeça" (Skull), o Entregador de pizza               | Secundário         |
| Sr. Walters (pai de D.J.)                             | Secundário         |
| Sr.ª Walters (mãe de D.J.)                            | Secundário         |
| Policial Veterano Landers                             | Secundário         |
| Policial Novato Lester                                | Secundário         |
| Constance (Dama Gorda / Sr.ª Montanha / Casa Monstro) | Antagonista        |

## Recepção
Monster House teve recepção geralmente favorável por parte da crítica especializada. Com base em 32 avaliações profissionais, alcançou uma pontuação de 68 em 100 no Metacritic. Ian Freer, escrevendo para Empire, deu ao filme em 4 de 5 estrelas com a sentença, "Uma espécie de Goonies para os Noughties, Monster House é um passeio de emoção visualmente deslumbrante que escalas maiores alturas através de seus personagens vencedoras e emoções de maneira pungente gravadas. Um filme assustador e afiado, engraçado, este é o filme do ano, um dos melhores mini-até agora." Scott Bowles do USA Today observou, "O filme trata as crianças com respeito. Pré-adolescentes do Monster são sarcásticos, acho que eles são mais espertos do que seus pais e estão enlouquecendo sobre o sexo oposto." Todd McCarthy, do Variety, escreveu: "Alerta" Harry Potter "os fãs vão perceber que o roteiro descaradamente levanta os traços de personalidade principais de três jovens personagens mais importantes de JK Rowling por seu trio de chumbo: Alto, de cabelos escuros, meio-grave DJ é Harry, semi-dufus Chowder é Ron e nova no grupo, a inteligente de calças ruiva da escola preparatória Jenny (Spencer Locke), é Hermione .... [E] é um passeio de parque temático, com choques e solavancos fornecidas com regularidade confiável. Do outro lado dos 90 minutos, no entanto, a experiência é dessensibilizadora e desanimadora e muito insistente."